# Karmi’el
Karmiʾel (hebräisch כַּרְמִיאֵל, arabisch كارميل) ist eine Stadt in Galiläa im Nordbezirk Israels, etwa 20 Kilometer östlich von Akko.
Seit ihrer Gründung im Jahr 1964 ist Karmiʾel auf 46.124 Einwohner (2018) gewachsen, wozu auch der Status einer Entwicklungsstadt beitrug; zukünftige Planungen gehen von bis zu 120.000 Einwohnern aus. Begünstigt wird diese Entwicklung durch den Anschluss an die Eisenbahn.

## Klima
Obwohl Karmiʾel nur 22 Kilometer von der Mittelmeerküste entfernt liegt, hat es aufgrund der Berge, die die Stadt im Norden und Süden umschließen ein auch im Sommer allgemein trockenes und nicht allzu heißes Klima. Die durchschnittlichen Temperaturen im Sommer betragen min. 25 °C, max. 30 °C. Die durchschnittlichen Temperaturen im Winter betragen min. 5 °C, max. 14 °C.

## Geografie
Die Stadt liegt im Norden Israels, etwa auf halbem Wege zwischen Akko und Safed in der „Beit Ha-Kerem Senke“ (hebräisch בקעת בית הכרם). Nördlich der Stadt erstrecken sich die Berghügel des oberen Galiläa, während sich im Süden die Berghügel des unteren Galiläa erstrecken. Der Name Karmiʾel bedeutet „Weinberg/Olivenhain (Kerem) Gottes (El)“ und lehnt sich an die unzähligen Olivenhaine, die sich in dieser Gegend befinden. Die Stadt befindet sich etwa 250 m über dem Meeresspiegel.
Karmiʾel liegt in unmittelbarer Nachbarschaft zu mehreren arabischen Dörfern: Madschd al-Kurum, Dair al-Assad, Biʿina, sowie Rameh. Ihre Bewohner sind zum größten Teil in Karmiʾel beschäftigt, vor allem im Baugewerbe, in der Dienstleistungsbranche, in den örtlichen Werkstätten, in der Textilindustrie, sowie in den Plastik-, Holz-, Eisen- und Stahlverarbeitungsbetrieben. Zudem gilt Karmiʾel mit ihren zahlreichen, teilweise auch am Schabbat geöffneten modernen Einkaufszentren als Einkaufseldorado für alle Nachbargemeinden.

## Geschichte
Karmiʾel wurde offiziell am 19. Oktober 1964 im Rahmen des „Besiedlungs- und Entwicklungsplans für Galiläa“ gegründet. Seit 1985 ist Karmiʾel eine Stadt. Es wurde 1964 auf Grundstücken gegründet, die Israel aus benachbarten arabischen Dörfern beschlagnahmt hatte.
In den 1970er Jahren beschloss die israelische Regierung, die jüdische Stadt Karmiʾel in der Nähe der arabischen Stadt Sachnin zu errichten, und beschlagnahmte zu diesem Zweck 5.000 Morgen Ackerland, das den Menschen des Landes gehörte. Am 30. März 1976 demonstrierten Einwohner des Landes mit arabischen Bürgern anderer Gemeinden gegen diesen Plan, was zu Zusammenstößen mit der israelischen Polizei führte, und drei von Sachnins Söhnen wurden von der Polizei getötet. Dieses Ereignis wird immer noch jährlich in Sachnin und anderen arabischen Städten im Rahmen des palästinensischen Tag des Bodens gefeiert.
Karmiʾel ist ein Beispiel für zukunftsorientierte Stadtplanung. Die Stadt wurde von Anfang an für 120.000 Einwohner geplant, und die verschiedenen Stadtviertel dem zukünftigen Bauplan entsprechend nach und nach gebaut. Heute leben in Karmiʾel etwa 50.000 Einwohner, während es 1989 noch 22.000 waren. 2020 soll die Stadt, wenn alles nach Plan läuft, 120.000 Einwohner beherbergen.

## Verkehr

### Eisenbahn
Eine Bahnstrecke, die derzeit in Karmiʾel endet und zwischen den Bahnhöfen Kirjat Motzkin und Akko an die Eisenbahnmagistrale des Landes, die Bahnstrecke Naharija–Beʾer Scheva, anschließt, verbindet die Stadt mit dem Eisenbahnnetz des Landes. Sie soll nach Kirjat Schmona verlängert werden.

### Straße
Zum größten Teil zweispurige Nationalstraßen  und  verbinden Karmiʾel sowohl mit Safed und Tiberias, als auch mit Naharija, Akko, HaKrajot und vor allem Haifa, wo viele Einwohner Karmiʾels beschäftigt sind.
- Safed – ca. 30 km
- Tiberias – 40 km
- Akko – 20 km
- Naharija – 30 km
- Haifa – 45 km

## Industrie
Das 24 Quadratkilometer große, von der Stadt getrennte Industriegebiet, beherbergt unter anderem Textil- und Baugewerbe, Plastik-, Holz-, Eisen- und Stahlverarbeitung, sowie Hi-Tech Firmen, die sich hier niedergelassen haben und sowohl den jüdischen Einwohnern als auch den arabischen Nachbarn Arbeit bieten. Die etwa 80 Firmen und Werkstätten beschäftigen ca. 8.000 Angestellte.

## Bildung
Das Erziehungswesen in Karmiʾel bietet zahlreiche Institutionen für die Einwohner:
- 3 Gesamt-Gymnasien, 3 religiöse Gymnasien, 3 Mittelstufen-Schulen (7. bis 9. Klasse)
- 9 staatliche Grundschulen, eine Grundschule für hochbegabte Kinder, zwei religiöse Grundschulen
- Dutzende Kindergärten und Kindertagesstätten
- ein berufliches Fortbildungs- und Schulungszentrum, eine Hochschule für Technologie
- mehrere Kultur- und Sportzentren
- ein Aufnahmezentrum für Neueinwanderer.

Obwohl in der Stadt eine kleine Minderheit israelischer Araber lebt, gibt es keine arabischsprachige Schule, und die Stadtverwaltung weigert sich, eine solche Schule einzurichten.

## Sehenswürdigkeiten
Das traditionelle Tanzfestival, das seit 1988 jährlich in Karmiʾel veranstaltet wird, zieht Tausende von Tanzenthusiasten aus dem In- und Ausland an. Außerdem ist Karmiʾel ein idealer Ausgangspunkt für die Erkundung Galiläas, das zahlreiche Sehenswürdigkeiten zu bieten hat.

## Bürgermeister
1973 wurde Baruch Wenger (* 1930; † 1988) zum ersten Vorsitzenden der Gemeinde Karmiʾel gewählt und 1985, nachdem Karmiʾel zur Stadt erklärt wurde, auch zu ihrem ersten Bürgermeister. Dieses Amt behielt Baruch Wenger bis zu seinem Tod im Jahr 1988. Sein Nachfolger wurde Adi Eldar.

## Städtepartnerschaften
- Metz (Frankreich)
- Pittsburgh (USA)
- Denver (USA)
- Berliner Bezirk Charlottenburg-Wilmersdorf (Deutschland)
- Hamar (Norwegen)
- Kisvárda (Ungarn)
- Mering (Deutschland)

## Söhne und Töchter der Stadt
- Gisele Silver (* 1976), Schauspielerin
- Moran Samuel (* 1982), Ruderin
- Ziv Taubenfeld (* 1986), Jazz- und Improvisationsmusiker
- Hila Fahima (* 1987), Opernsängerin der Stimmlage Sopran